# Pak Xeng
Pak Xeng hay Pak Seng là một huyện (muang, mường) thuộc tỉnh Luangprabang ở thượng Lào .